# Jan-Olov Kindvall
Jan-Olov Kindvall (Malmö, 1960. május 8. –) svéd labdarúgó, középpályás.

## Pályafutása
1978 és 1983 között a Malmö FF, 1984 és 1988 között a Lunds BK labdarúgója volt. A malmöi csapattal két svédkupagyőzelmet ért el. Tagja volt az 1978–79-es idényben BEK-döntős együttesnek.
Vezetéknevét néha tévesen Kinnvall-nak írják.

## Sikerei, díjai
Malmö FF
- Svéd kupa (Svenska Cupen)
  - győztes (2): 1978, 1980
- Bajnokcsapatok Európa-kupája (BEK)
  - döntős: 1978–79
- Interkontinentális kupa
  - döntős: 1979